# Nereidmonumentet

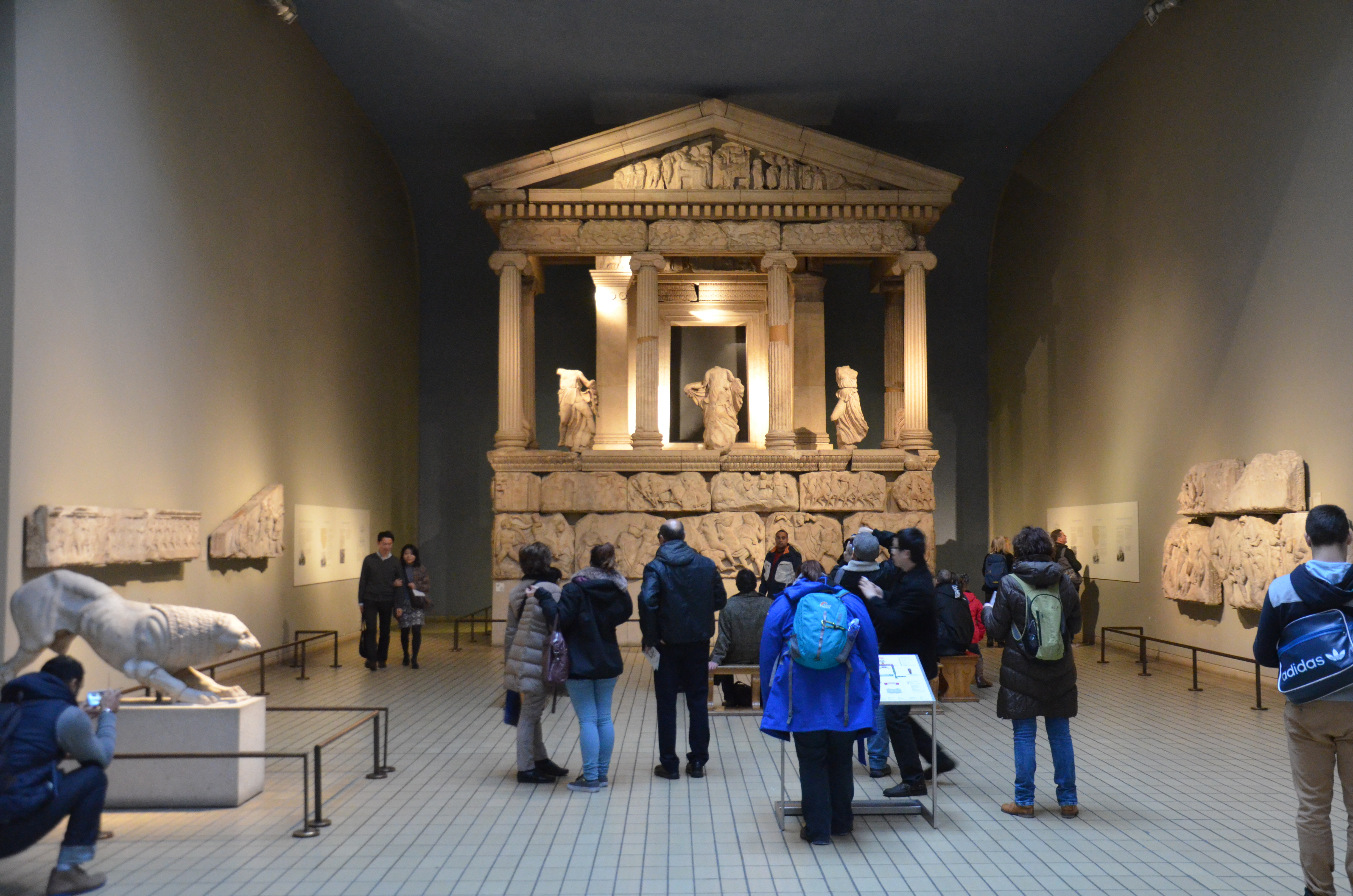
Nereidmonumentet i British Museum

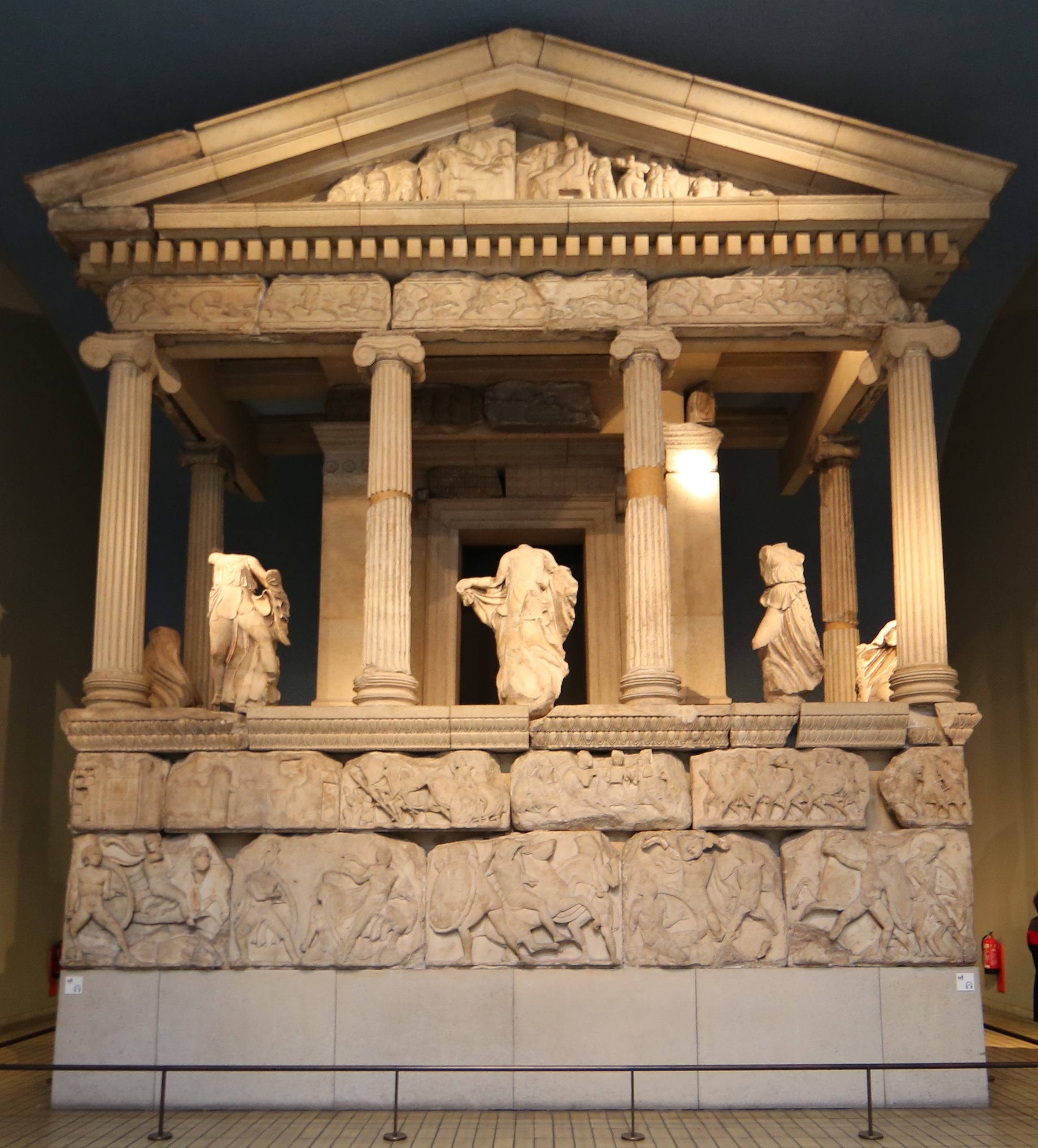
Nereidmonumentet

Nereidmonumentet är ett gravmonument över en furste uppfört av grekiska konstnärer i Xanthos, Lykien.
Nereidmonumentet bestod av en sockelbyggnad krönt av två rader reliefer, över vilken en tempelliknade gravkammare mogiven av jonisk peristyl mellan kvars kolonner statyer av nereider var uppställda. Nereidmonumentet antas ha uppförts i slutet av 400-talet f.Kr. Monumentet och bildverken finns idag på British Museum.
Monumentet har tydliga persiska inslag.

## Bildgalleri

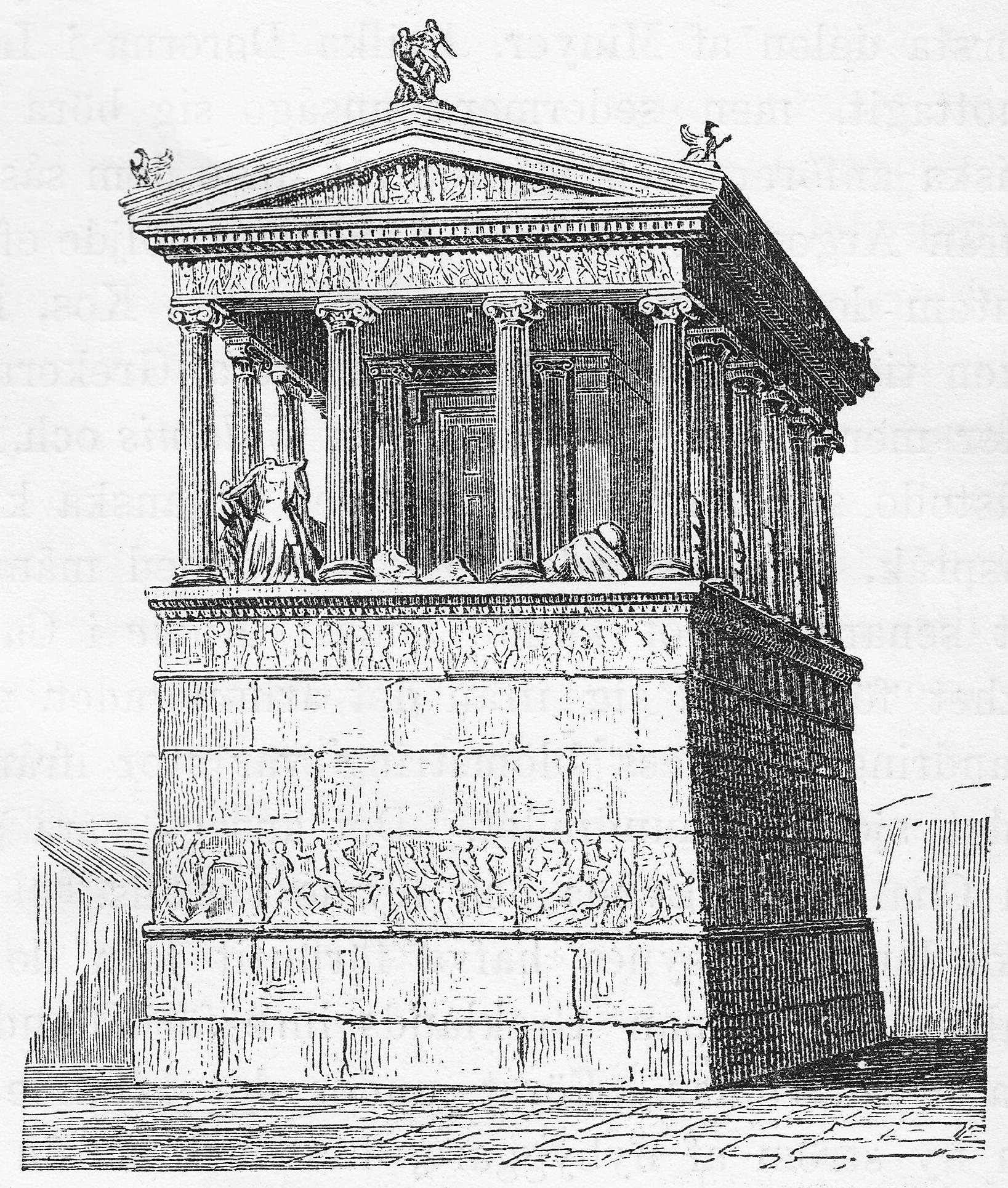
Illustration från 1875
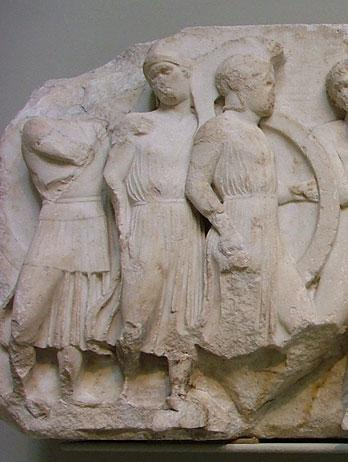
Hopliter från Xanthos
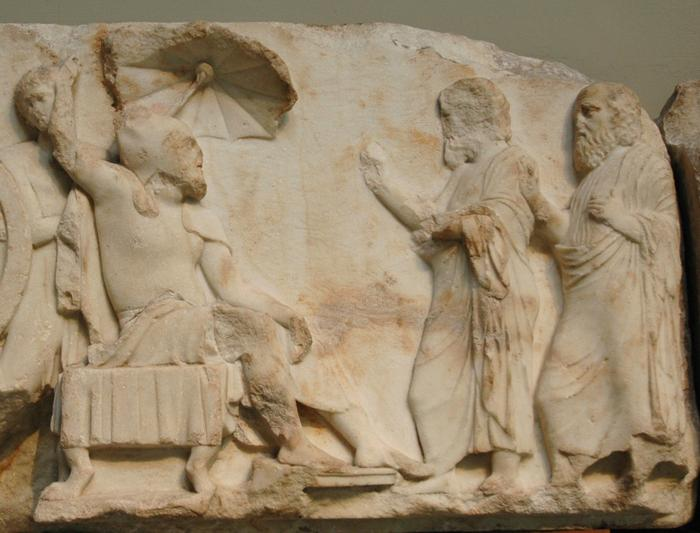
Ämbetsman tar emot besökare
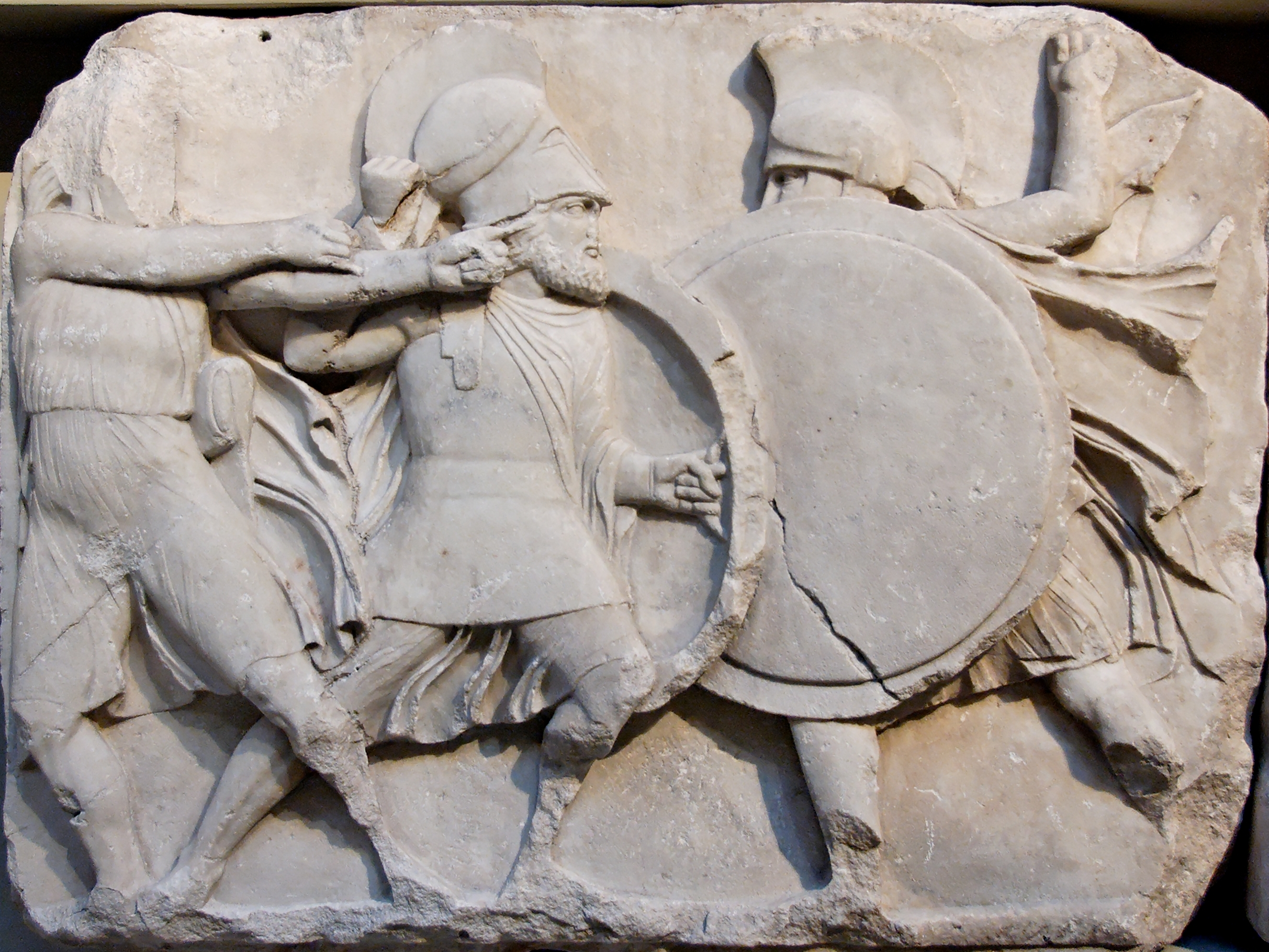
Krigare